# Oratorio della Madonna dei Sette Dolori
L'oratorio della Madonna dei Sette Dolori si trova a Casciana Terme.

## Storia e descrizione
Faceva parte di un ospedale dedicato a san Bartolomeo. Collocato all'inizio del castello di Aqui forse inizialmente ebbe la destinazione di accogliere i pellegrini e i poveri di passaggio. II vescovo di Lucca nelle visite pastorali lo visitò e dispose che, come opera pia, adempisse a questa funzione con decoro.
Sull'unico altare si trova un affresco con un gruppo centrale della Pietà – la Madonna Addolorata che tiene in grembo Gesù morto - attribuito dal padre Giovanni Mariti (1736-1806), nel suo Odeporico, a Giunta Pisano, appoggiandosi al parere dell'abate Ranieri Tempesti, noto pittore del '700. Ai lati sono state aggiunte le figure di san Bartolomeo, scorticato vivo, titolare dello spedale, e di san Rocco, che mostra la piaga della peste.
L'oratorio è servito anche da sepoltura per i fedeli. Tra le lapidi funebri da notare quella posta ai piedi dell'altare, che segnala la tomba del pievano Marinetti e di sua sorella, uccisi insieme nel 1750 da un pretendente di lei, a cui il fratello si opponeva. Un'altra tomba è di un forestiero spagnolo morto durante le cure.
L'oratorio è stato usato anche dalla Confraternita della Misericordia locale, che vi ha lasciato come ricordo nella parete a sinistra la memoria dei suoi caduti nella guerra del 1915 – 1918 e la devozione a sant'Antonio da Padova.
Di proprietà delle famiglie Borri, che ne curarono gli ultimi restauri nel 1964, l'oratorio è diventato la chiesa della contrada della Casina, che l'ha ridecorato nel 1986 e 1995. Sulla parte destra Africano Paffi ha dipinto due affreschi della Madonna e san Giovanni ai piedi di un crocifisso ligneo.
Oltre alle già citate opere era presente nell'oratorio un affresco importante della scuola di Benozzo Gozzoli, andato perduto.
Purtroppo oggi l'oratorio si trova in un deprecabile stato di abbandono. La conservazione dell'ambiente, e in particolare dell'affresco di rilevante valore storico e artistico che ospita, è messa in grave difficoltà dagli escrementi dei piccioni che indisturbati trovano ospitalità nell'oratorio.